# Pablo Elisii
Pablo Elisii (ur. 14 października 1971) – argentyński judoka. Olimpijczyk z Atlanty 1996, gdzie zajął siedemnaste miejsce wadze średniej.
Uczestnik mistrzostw świata w 1993 i 1995. Startował w Pucharze Świata w latach 1993 i 1995. Brązowy medalista igrzysk panamerykańskich w 1995, a także mistrzostw panamerykańskich w 1994. Wicemistrz igrzysk Ameryki Południowej w 1994 roku.

## Letnie Igrzyska Olimpijskie 1996
| Konkurencja | Eliminacje         | Eliminacje                | Klas. końcowa |
| Konkurencja | Przeciwnik I       | Przeciwnik II             | Miejsce       |
| ----------- | ------------------ | ------------------------- | ------------- |
| 86 kg       | Adil Kaaba (MAR) Z | Yosvane Despaigne (CUB) P | 17.           |